# Quellmoore bei Englisreute
Das Gebiet Quellmoore bei Englisreute ist ein mit Verordnung vom 23. November 1981 des Regierungspräsidiums Tübingen ausgewiesenes Naturschutzgebiet (NSG-Nummer 4.094) im Gebiet der baden-württembergischen Gemeinden Bodnegg und Grünkraut im Landkreis Ravensburg in Deutschland.

## Lage
Das rund sieben Hektar große, dreiteilige Naturschutzgebiet Quellmoore bei Englisreute gehört naturräumlich zum Westallgäuer Hügelland. Es liegt rund 2,5 Kilometer nordwestlich von Bodnegg und 2,4 Kilometer südöstlich von Grünkraut auf einer Höhe von 600 bis 620 m ü. NN.

## Schutzzweck
Wesentlicher Schutzzweck ist die Erhaltung der floristisch und faunistisch überaus wertvollen Feuchtgebiete und ihrer Lebensgemeinschaften.

## Flora und Fauna

### Flora
Aus der schützenswerten Pflanzenwelt sind folgende Arten (Auswahl) zu nennen:
- Enziangewächse
  - Schwalbenwurz-Enzian (Gentiana asclepiadea)
- Knöterichgewächse
  - Stumpfblättriger Ampfer (Rumex obtusifolius)
- Orchideen
  - Sommer-Drehwurz (Spiranthes aestivalis), auch Sommerwendelorchis oder Sommerwendelähre genannt
  - Sumpf-Glanzkraut (Liparis loeselii), auch als Torf-Glanzkraut, Glanzstendel oder der älteren Bezeichnung Glanzorchis bekannt
- Primelgewächse
  - Mehlprimel (Primula farinosa) oder Mehlige Schlüsselblume
- Steinbrechgewächse
  - Fetthennen-Steinbrech (Saxifraga aizoides), auch als Bach- oder Quell-Steinbrech bezeichnet
- Süßgräser
  - Aufrechte Trespe (Bromus erectus), auch Berg-Trespe genannt
- Wolfsmilchgewächse
  - Zypressen-Wolfsmilch (Euphorbia cyparissias)

### Fauna
Aus der schützenswerten Tierwelt sind folgende Spezies (Auswahl) zu nennen:
- Insekten
  - Feldheuschrecken
    - Wiesengrashüpfer (Chorthippus dorsatus)

  - Libellen
    - Gestreifte Quelljungfer (Cordulegaster bidentatus)
    - Kleiner Blaupfeil (Orthetrum coerulescens)

  - Schmetterlinge
    - Distelfalter (Vanessa cardui)